# Ludwig Medicus

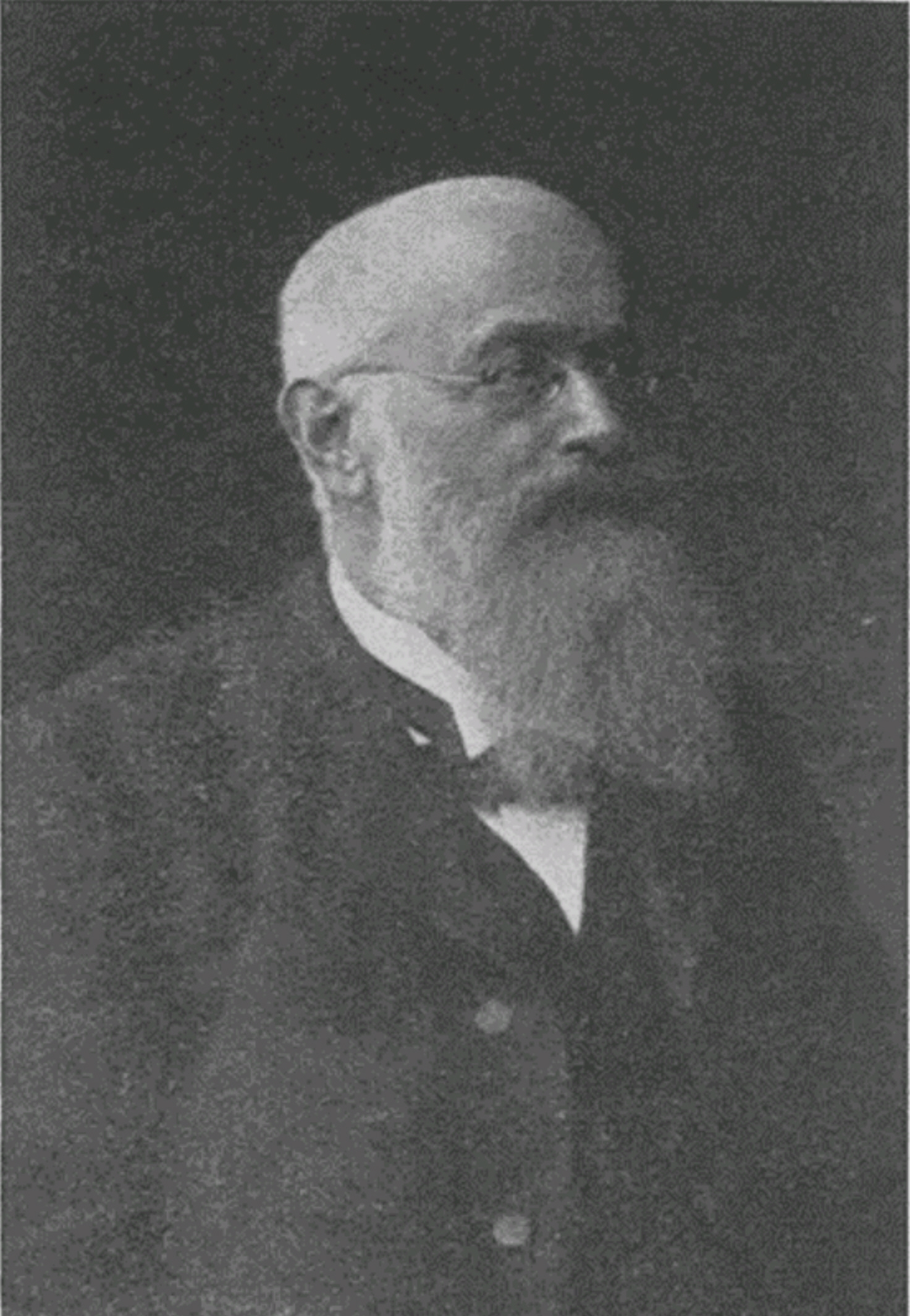

Ludwig Medicus (* 1. Dezember 1847 in Kaiserslautern; † 11. Oktober 1915 in Würzburg) war ein deutscher Chemiker und Pharmazeut.

## Leben und Werk
Medicus war Assistent bei Adolph Strecker an der Universität Würzburg. In seiner Habilitationsschrift von 1875 leitet er die Strukturen der damals bekannten Purine (Harnsäure, Xanthin, Guanin, Hypoxanthin) sowie der Purinalkaloide Coffein und Theobromin her. Diese von ihm hergeleiteten Strukturen wurden erst nach langen Auseinandersetzungen mit Emil Fischer mehr als zwanzig Jahre später anerkannt. Medicus wird als erster Vertreter der theoretischen Chemie bezeichnet.
Sein Großvater war Ludwig Walrad Medicus, sein Urgroßvater der Botaniker Friedrich Casimir Medicus.

## Werke
- Practicum für Pharmaceuten : Analytische Uebungen und Präparate im Anschlusse an die "Einleitung in die chemische Analyse" und das Arzneibuch. 2. Auflage. Laupp, Tübingen 1903. urn:nbn:de:hbz:061:2-22660
- Kurze Anleitung zur qualitativen Analyse. 17. Auflage. Laupp, Tübingen 1915. (Digitalisat)